# Lecture à froid
 (août 2019).
Si vous disposez d'ouvrages ou d'articles de référence ou si vous connaissez des sites web de qualité traitant du thème abordé ici, merci de compléter l'article en donnant les références utiles à sa vérifiabilité et en les liant à la section « Notes et références ».
La lecture à froid ou lecture froide (cold reading en anglais) est une technique pour récupérer des informations sur un individu par l'observation de ses réactions et une ligne de questionnement imprécis pour cibler rapidement ses besoins ou ses manques. Elle est utilisée par des vendeurs, des interrogateurs, des psychologues, des médecins (en particulier les psychiatres), des politiciens, des hypnotiseurs, des graphologues, des magiciens, des voyants, des mentalistes, des chiromanciens, des astrologues, des sectes et des escrocs.
Même sans connaissance préalable d'une personne donnée, un lecteur froid peut rapidement obtenir beaucoup d'informations à son sujet en analysant avec attention ses habits ou sa mode, sa coiffure, son sexe, sa religion, son ethnie, son niveau d'éducation, sa manière de parler et son origine.
La lecture à froid est un outil d'analyse et de communication entre individus de plus en plus utilisée dans la communication professionnelle. Elle permet de cibler les besoins d'une personne rapidement, de communiquer efficacement et d'enlever les doutes quand les échanges sont à clarifier.

## Procédure
La lecture à froid consiste à « lire une personne ». 
Aucune communication n'est nécessaire de prime abord. La plupart de ces techniques consistent à lire la réponse du corps au lieu de la réponse verbale. La lecture à froid commence dès la première seconde d'une rencontre.
Dans un second temps, le lecteur va pouvoir ouvrir la discussion au travers de questions choisies pour analyser les réactions du sujet, l'objectif étant d'obtenir la vérité et des informations que le sujet ne veut pas révéler ou se cache à lui-même. 
Cette technique est principalement invisible. Elle est parfois utilisée dans le cadre d'escroquerie de manière assez peu subtile typiquement en essayant de susciter la coopération, en disant quelque chose comme : « Je vois souvent des images qui sont un peu floues, et qui peuvent parfois signifier plus pour vous que pour moi. Si vous m'aidez, nous pouvons ensemble découvrir beaucoup de nouvelles choses à votre sujet. »
Le lecteur pose ensuite un certain nombre de questions, traditionnellement en utilisant l'observation et des variations sur des méthodes notées plus bas. Le sujet va révéler certaines informations avec ses réponses, et le lecteur froid peut avancer à partir de là, en exploitant les voies prometteuses et en abandonnant celles qui ne mènent à rien. En général, tandis que certaines informations viennent du lecteur, la plupart des faits et affirmations viennent du sujet, et sont ensuite raffinées et reformulées par le lecteur.
Même des indications très subtiles, telles que des changements d'expression faciale ou de langage corporel, peuvent indiquer si une voie particulière est effective ou non.
La combinaison des techniques de lecture à froid avec des informations obtenues subrepticement à un autre moment est appelée lecture chaude.

## Techniques inductives
Il s'agit des techniques utilisées pour déclencher (induire)  des réponses verbales ou corporelles permettant la lecture à froid.

### Tir au petit plomb
Le tir au petit plomb (shotgunning en anglais) est une technique répandue de lecture à froid. Le lecteur offre une grande quantité d'informations (parmi lesquelles certaines sont correctes, presque correctes ou évocatrices), observe les réactions du sujet, puis raffine les affirmations originales selon ces réactions. Cette technique est nommée d'après la technique de chasse où l'on envoie une salve de nombreux petits plombs plutôt qu'un unique grand projectile, dans l'espoir qu'un plomb ou plus atteigne la cible. Elle est connue en psychologie comme « effet miroir », où la personne voit, retient, interprète et entend les mots selon son vécu personnel. Cette technique est davantage connue pour ses capacités manipulatoires des publics et personnes.
Edgar Cayce, Sylvia Browne, James Van Praagh et John Edward ont tous été accusés d'utiliser cette technique. 
Le tir au petit plomb peut inclure des séries d'affirmations telles que :
- « Je vois un problème de cœur avec une figure paternelle dans votre famille, un père, un grand-père, un oncle, un cousin… Je vois vraiment une douleur à la poitrine ici pour une figure paternelle dans votre famille. »
- « Je vois une femme qui n'a pas de lien de sang avec vous. Quelqu'un qui était là quand vous avez grandi, une tante, une amie de votre mère, une belle-mère avec de la noirceur dans la poitrine, un cancer du poumon, une maladie du cœur, un cancer du sein… »

### Les affirmations fondées sur l'effet Barnum
Les affirmations fondées sur l'effet Barnum (d'après l'homme de spectacle américain P. T. Barnum), sont également utilisées. Ces affirmations paraissent personnelles mais s'appliquent à un grand nombre de cas. Et, tout en paraissant spécifiques, ce sont souvent des assertions ouvertes fondées avant tout sur des probabilités statistiques. Cette technique est très utile en matière de ciblage commercial car elle est associée à des profils psychologiques détaillés.
Encore une fois, l'utilisation fréquente des aspects les plus grossiers de cette technique, dans un but d'escroquerie, entrave sa connaissance réelle. La lecture à froid est surtout retenue pour ses déviances : des affirmations assez vagues, aptes à susciter chez la plupart des gens des réponses qui peuvent être développées en de longs paragraphes semblant révéler de nombreux détails sur une personne.
Exemples :
- « Je sens que vous vous montrez parfois méfiant ou mal à l'aise, surtout en présence de gens que vous ne connaissez pas bien. »
- « Vous avez une boîte de photos non classées chez vous. »
- « Vous avez eu un accident quand vous étiez enfant, un accident où l'eau jouait un rôle important. »
- « Une personne amie ou proche vous pose un problème. »
- « Vous trouvez votre travail actuel insatisfaisant sur certains plans. »
- « Votre père est mort de problèmes à la poitrine ou à l'abdomen. » Si le client est assez âgé, son père est probablement décédé et cette affirmation s'applique aussi bien à une maladie de cœur qu'à une pneumonie, à un diabète qu'à la plupart des cancers. Elle vaut en réalité pour la grande majorité des causes de décès.

## Techniques déductives
Il s'agit des techniques utilisées pour analyser et interpréter (lire) les réponses verbales ou corporelles suscitées par les techniques inductives mais également celles qui sont manifestes (genre, habillement, coiffure, etc.) ou spontanées (posture, tics gestuels, expression de visage au repos, etc.).

## Critiques et controverses
Un moyen de déterminer si l'on est dupe d'une imposture consiste à s'enregistrer secrètement (au moins le son) puis réécouter la séance seul(e) afin de réduire son propre biais de confirmation.